# Mike Boit
Mike Boit, född den 6 januari 1949 i Eldoret, Kenya, är en kenyansk friidrottare inom medeldistanslöpning.
Han tog OS-brons på 800 meter vid friidrottstävlingarna 1972 i München. 